# Sickan Carlsson
Sickan Carlsson (Stoccolma, 12 agosto 1915 – Stoccolma, 2 novembre 2011) è stata un'attrice svedese.

## Filmografia

### Cinema
- Kära släkten, regia di Gustaf Molander (1933)
- Klart till drabbning, regia di Edvin Adolphson (1937)
- Landstormens lilla Lotta, regia di Weyler Hildebrand (1939)
- Landstormens lilla argbigga, regia di Nils Jerring (1941)
- I natt - eller aldrig, di Gustaf Molander, (1941)
- Löjtnantshjärtan, regia di Weyler Hildebrand (1942)
- Gröna hissen, regia di Börje Larsson (1944)
- Min syster och jag, regia di Schamyl Bauman (1950)
- Sjunde himlen, regia di Hasse Ekman (1956)
- Med glorian på sned, regia di Hasse Ekman (1957)
- Fröken Chic, regia di Hasse Ekman (1959)
- Lustgården, regia di Alf Kjellin (1961)

### Televisione
- Niklasons, regia di Hasse Ekman (1965)
- Öbergs på Lillöga, regia di Leif Krantz (1983)
- Kusiner i kubik, regia di Jan Sigurd, Rolf Sohlman (1992)

## Riconoscimenti
- 2005 - Guldbagge
  - Premio Guldbagge onorario